# جيمي سميث (لاعب كرة قاعدة أمريكي)
جيمي سميث (بالإنجليزية: Jimmy Smith)‏ هو لاعب كرة قاعدة أمريكي، ولد في 15 مايو 1895 في بيتسبرغ في الولايات المتحدة، وتوفي بنفس المكان في 1974.

## وصلات خارجية
- جيمس سميث على موقعبيزبول رفرنس.كوم (الدوري الرئيسي) (الإنجليزية)
- جيمس سميث على موقعبيزبول رفرنس.كوم (الدوري الثانوي) (الإنجليزية)